# 弗羅斯特崖
弗羅斯特崖（英語：Frost Cliff）是南極洲的山崖，位於瑪麗伯德地，處於斯坦菲爾德山以東4公里，美國地質調查局根據測量和該國海軍的空中照片繪入地圖，現時由南極條約體系管理。